# Овчинников, Леонид Николаевич
Леонид Николаевич Овчинников (29 июня 1919 — 12 июня 2004) — бригадир виноградарской бригады планово-экономического совхоза-техникума Каушанского района Молдавской ССР, Герой Социалистического Труда (30.04.1966).
Родился 29 июня 1919 года в селе Леонтьево Каушанского района Бендерского уезда в многодетной семье крестьян-бедняков.
Окончил три класса румынской начальной школы. Работал в хозяйстве родителей, с раннего детства научившись выращивать виноградные саженцы и прививать их.
После воссоединения Бессарабии с Советским Союзом в 1940 году работал в организованном на базе конфискованных у румынских помещиков земель виноградарском совхозе «Леонтьево».
В январе 1942 года арестован за неподчинение румынским оккупационным властям и приговорён к пожизненным каторжным работам. В сентябре 1944 года освобождён Красной Армией и стал работать бригадиром-виноградарем винсовхоза «Леонтьево». В 1946 году с отличием окончил курсы виноделов в Кишинёвском училище виноделия и виноградарства.
С 1947 года бригадир виноградарско-питомниководческой бригады в совхозе им. Суворова (с. Гыска Каушанского района).
Уже в 1948 году его питомниководы вырастили первые 250 тысяч саженцев, через год — 500 тысяч, а затем счёт пошёл на миллионы. Сорта — Алиготе, Мускат, Александрийский, Фетяска, Каберне, Пино, Молдова.
С 1963 года, когда на базе Бендерского планово-экономического техникума и совхоза им. Суворова был создан Молдавский планово экономический совхоз-техникум, возглавил там самую крупную по закреплённым площадям виноградарско-питомниководческую бригаду № 1.
В 1966—1970 гг. его бригада получила в среднем за год по 68 центнеров винограда с гектара и по 4,4 млн саженцев. В 1971 году урожайность винограда составила 105,5 центнеров с гектара. Число выращенных саженцев к концу 1970-х годов достигло 7 миллионов, они поставлялись не только в хозяйства Молдавии, но на Украину и в Грузию.
В 1982 году получил урожайность винограда 162,1 центнера с гектара. Организовал в своей бригаде утиную и кролиководческую фермы, в междурядьях молодых виноградников выращивал бахчевые.
Вышел на пенсию в 1990 году.
Умер в селе Гыска 12 июня 2004 года.
Член КПСС с 1956 года. Делегат XII съезда Коммунистической партии Молдавии.
Герой Социалистического Труда (30.04.1966). Награждён орденами Ленина и Октябрьской Революции, 8 золотыми и серебряными медалями ВДНХ.